# Комбат (альбом)
«Комбат» — четвёртый студийный альбом группы «Любэ», выпущенный в 1996 году. В альбоме использованы цитаты из песни «Орлята учатся летать», (муз. А. Пахмутова, сл. Н. Добронравов), (3), из русской народной песни «Коробейники» и тема из 1-го концерта П. И. Чайковского (2). 
7 мая 1995 года к 50-летию Победы в Великой Отечественной войне была записана и впервые прозвучала в эфире песня «Комбат». Песня повествует эпизоды Великой Отечественной войны, а музыкальное сопровождение чередуется мелодичностью инструментов военных лет с ритмами современной рок-музыки. С песни «Комбат» началась работа над альбомом, песня уверенно заняла первые строчки российских хит-парадов, и была признана лучшей песней 1995 года..
В альбоме были собраны как новые композиции: «Улочки московские», «Самоволочка», «Главное — что есть ты у меня», «Скоро дембель», которые сразу же стали популярными, так и уже знакомые нескольким поколениям произведения – «Служили два товарища», «Спят курганы темные». Большинство песен альбома записаны в сочетании народных инструментов и электрических гитар, с элементами рока, что стало отличительной чертой песен «Любэ». Альбом стал последним для бас-гитариста Александра Николаева. Через несколько месяцев после выпуска альбома Николаев погиб в автокатастрофе.

## Список композиций
Вся музыка написана И. Матвиенко, кроме: 9 (Никита Богословский) и 10 (Евгений Птичкин) треков.
| №                   | Название                                   | Текст песни         | Длительность |
| ------------------- | ------------------------------------------ | ------------------- | ------------ |
| 1.                  | «Скоро дембель»                            | М. Андреев          | 3:58         |
| 2.                  | «Улочки московские»                        | А. Шаганов          | 4:19         |
| 3.                  | «Орлята»                                   | А. Шаганов          | 4:08         |
| 4.                  | «Шагом марш»                               | М. Андреев          | 3:44         |
| 5.                  | «Самоволочка»                              | М. Андреев          | 3:15         |
| 6.                  | «Главное, что есть ты у меня»              | М. Андреев          | 3:47         |
| 7.                  | «Побеседуй со мной» (исп. с Л. Зыкиной)    | А. Шаганов          | 3:39         |
| 8.                  | «Комбат»                                   | А. Шаганов          | 5:06         |
| 9.                  | «Спят курганы тёмные»                      | Б. Ласкин           | 3:26         |
| 10.                 | «Служили два товарища» (исп. с Р. Быковым) | народные            | 2:46         |
| 11.                 | «Орлята-2»                                 | А. Шаганов          | 4:03         |
| Общая длительность: | Общая длительность:                        | Общая длительность: | 42:11        |

Переиздания:
1. Юбилейное издание, выпущенное в 2002 году к 10-летию группы. В альбом добавлены Bonus-tracks live:
Вся музыка написана И. Матвиенко.
| №   | Название                | Текст песни | Длительность |
| --- | ----------------------- | ----------- | ------------ |
| 12. | «Ребята с нашего двора» | А. Шаганов  | 5:26         |
| 13. | «Скворцы»               | А. Шаганов  | 4:45         |
| 14. | «Конь»                  | А. Шаганов  | 3:20         |

2. Юбилейное издание, выпущенное к 25-летию группы без изменения треклиста альбома. Издание выпущено на LP-носителях (винил) в 2014 г., а также на CD в 2015 г.

## Участники записи

### Любэ
- Николай Расторгуев — вокал
- Александр Николаев — бас-гитара
- Сергей Перегуда — гитара
- Виталий Локтев — клавишные
- Александр Ерохин — ударные
- Анатолий Кулешов — хормейстер, бэк-вокал

### Дополнительные музыканты
- Людмила Зыкина — вокал в песне «Побеседуй со мной»
- Ролан Быков — вокал в песне «Служили два товарища»
- Государственный академический русский народный ансамбль «Россия», главный дирижёр — Заслуженный артист России Николай Степанов (7, 9)
- Игорь Матвиенко — клавишные инструменты
- Виталий Локтев (8), Владимир Пирский (1, 2) — баян
- Александр Левшин — гитара (6)
- Анатолий Кулешов — бэк-вокал (1-5, 10)
- Андрей Журавлев (1-3), Олег Наумов (1-3), Александр Ерохин (5, 8), Николай Цветков (5), Олег Головко (8), Павел Расторгуев (8), Геннадий Семенков (8) — хор
- Игорь Михайлович Матвиенко (3), Игорь Сорин (3) — голоса в эфире
- В песне «Служили два товарища» (10), в качестве звукового сопровождения использована фонограмма песни «Служили два товарища» из одноименного к/ф (Киностудия «Мосфильм», т/о «Товарищ» 1968 г.)
- Песня Орлята (3) посвящается группе «Иванушки International»
- Николай Цветков — консультант реплик в песне «Шагом марш» (4)

### Производство
- Игорь Матвиенко — продюсер, художественный руководитель, аранжировка
- Игорь Матвиенко, Никита Богословский, Евгений Птичкин — авторы музыки
- Александр Шаганов, Михаил Андреев, Борис Ласкин — авторы стихов
- Александр Панфилов — звукоинженер
- Василий Крачковский, Владимир Овчинников (студия «Мосфильм»: 7-10), Александр Панфилов, Дмитрий Минаев (студия «Любэ»: 1-6, 11) — звукорежиссёры записи
- Василий Крачковский, Владимир Овчинников (10) (студия «Мосфильм») — сведение, мастеринг
- Игорь Полонский — программирование (2, 6, 7-10), саунд-дизайн (2, 4, 7-10), аранжировка (3, 11)
- DirectDesign — дизайн

## Награды и номинации
| Год  | Награда           | Номинированная работа | Результат |
| ---- | ----------------- | --------------------- | --------- |
| 1995 | Песня года        | «Комбат»              | Победа    |
| 1996 | Золотой граммофон | «Комбат»              | Победа    |
| 1996 | Песня года        | «Самоволочка»         | Победа    |